# Bulla clausa
Bulla clausa is een slakkensoort uit de familie van de Bullidae. De wetenschappelijke naam van de soort is voor het eerst geldig gepubliceerd in 1889 door Dall.